# Мор Тан
Мор Тан (мађ. Than Mór; Бечеј 19. јун 1828 — Трст 11. март 1899) је био мађарски сликар, чији је брат Карољ Тан (мађ. Than Károly) био познати хемичар.

## Биографија
Мор Тан је рођен у Бечеју 1828. године. Браћа Тан, Мор и Карољ били су потомци племићке лозе, досељеника из Немачке који су стекли племићку титулу без иметка. Отац Јанош био је инжењер, краљевски намесник запослен у управи града.
Гимназију је завршио у Калочи, а у Пешти је завршио филозофију и права. Упоредо са школовањем, био је ученик Миклоша Барабаша (мађ. Barabás Miklós), мађарског сликара који је следио бидермајер, стил који је био у моди првом половином 19. века.
Студије је прекинуо да би учествовао у мађарској револуцији 1848—1849. године, током које је направио велики број скица и слика, и тиме постао акварелист-хроничар исте. Након пада револуције одлучио је да се озбиљно посвети сликарству, те одлази у Беч, где је свој први период пребродио уз присмотру царске тајне полиције. Овде је наставио да учи под покровитељством Карла Рахла познатог аустријског сликара, такође прогањаног из политичких разлога. Ускоро 1855. Мор напушта Беч да би отишао за Париз а одатле у Италију. Потом се 1860. године враћа у Пешту где отвара своју галерију са сталном поставком, усавршава своју технику сликања и ускоро постаје један од водећих сликара у Мађарској.
Заједно са Карољем Лоцом (мађ. Lotz Károly) је 1864. у Пешти радио на зидним фрескама у Вигадоу (мађ. Vigadó) а 1870. у Мађарском националном музеју (мађ. Magyar Nemzeti Múzeum) где је између 1890 и 1896 године радио као кустос, комплетно је осликао зидове степеништа.
Од 1890. године, да би се издржавао, служи као благајник Удружења уметника, а 1896. постаје директор Државне гелерије.
Умро је у Трсту 1899. године.

## Радови
Дела Тана Мора историчари уметности разврставају пре свега по периоду када су рађени, а потом по тематици:
Бечки циклус обухвата слике:
- Догађај у мађарској чарди (мађ. Jelenet egy magyar csárdában),
- Мађарска пуста у пролеће (мађ. Magyar puszta tavasszal),
- Леринц Њари 1552. (мађ. Nyáry Lőrinc elfogatása 1552.).

Париски циклус садржи, између осталих, слике:
- Мохачка битка (мађ. Mohácsi csata) 1855,
- Фатаморгана (мађ. Fata morgana) 1867.

### Слике
- Атилина гозба (мађ. Attila lakomája) (1870),
- Моменат са састанка у Оноду (мађ. Jelenet az ónodi országgyűlésből) (1864),
- Краљ Имре у логору грофа Андраша 1204.,
- Смрт Запоље,
- Сусрет краља Ласла и Рудолфа Хабзбуршког (мађ. László király és Habsburgi Rudolf találkozása a harctéren az Ottokár fölött nyert győzelem után),
- Крсташи бирају светог Ласла за вођу,
- Краљ Калман забрањује суђења вештицама (мађ. Kálmán király megtiltja a boszorkánypöröket),
- Краљ Маћаш окружен са мудрацима (мађ. Mátyás király tudósai körében),
- Јанош витез подучава Јанош Хуњадија латински (мађ. Vitéz János a latin nyelvre tanítja Hunyadi Jánost) (1882),
- Петар Пазмањ (мађ. Pázmány Péter tollba mondja műveit) (1885).

### Фреске
- Фреске у мађарском националном музеју (мађ. Magyar Nemzeti Múzeum),
- Ференцварошке црквене фреске,
- Фреске са Западне железничке станице у Будимпешти (мађ. Keleti Pályaudvar nagy falfestménye),
- Фреске у Опери (мађ. Operaház előcsarnoka).

### Портрети
- Франц Јозеф,
- Ференц Деак (мађ. Deák Ferenc) (1870),
- Франц Лист,
- Миклош фелеки - портрет (мађ. Feleky Miklós arcképe) (1871),
- Копије Поликсена Пулскија (мађ. Hampelné Pulszky Polyxena képmásai),
- Аутопортрет,
- Скица људске трагедије (мађ. Jelenet Az Ember Tragédiájából).

### Црквена тематика
-,
- (1868).

### Слике из свакодневнице
- Мотив из Италије (мађ. Olasz életkép) (1860),
- Пророчица (мађ. A jósnő) (1861),
- Стела (мађ. Stella) (1863),
- Купачица (мађ. Fürdő leány) (1880).